# Telemetrie
Telemetrie je technologie umožňující měření na dálku a dálkový přenos dat. Původ slova pochází z řeckého téle (τῆλε) – vzdálený a métron (μέτρον) – měřidlo.
Přestože se termín telemetrie většinou vztahuje k bezdrátovému přenosu dat pomocí rádiového nebo infračerveného signálu, lze telemetrický signál přenášet i pomocí jiných systémů, jako je např. telefonní či počítačová síť včetně Internetu, optické spoje a další drátové komunikační technologie.
Moderní systémy telemetrie pracují na základě přenosu digitálních nebo digitalizovaných signálů měřících zařízení. Samotný přenos digitálního signálu (například rádiovým přenosem z kosmické sondy) se pak v principu neliší od jakéhokoliv jiného užití digitální komunikace, až na některé konkrétní použité protokoly.

## Využití telemetrie

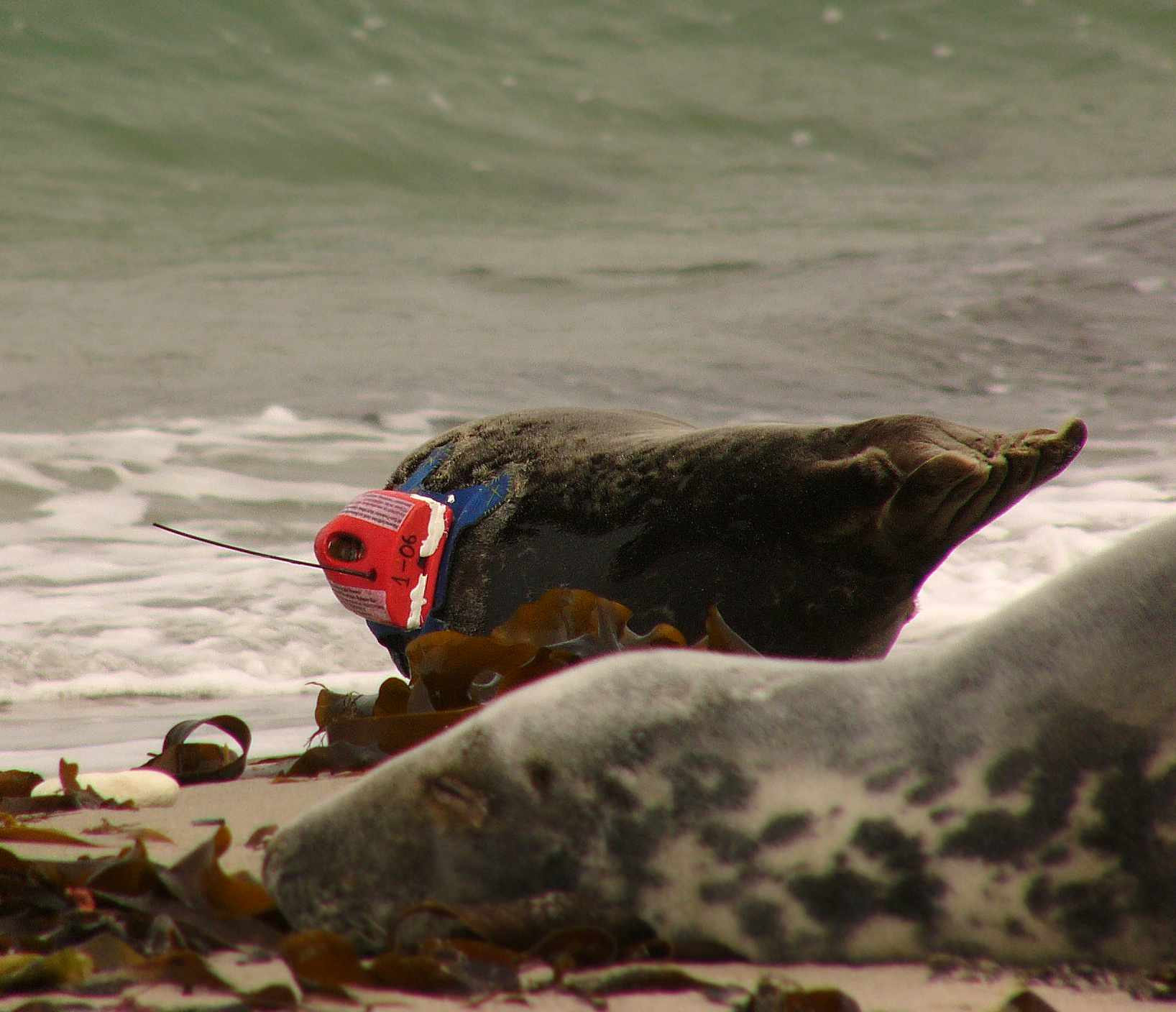
Tuleň s telemetrickým zařízením na zádech

Telemetrické systémy využívá mnoho oborů, například:
- kosmonautika – při přenosu signálu z družic, kosmických sond a raket.
- meteorologie, zemědělství – automatické meteorologické stanice, sledující teplotu ovzduší, vlhkost, rychlost a směr větru a další veličiny.
- vodní hospodářství – měření kvality vody, průtok.
- vojenství – telemetrické systémy v raketových systémech, výzvědných letounech.
- ochrana přírody – sledování migrací živočichů, studium jejich zvyků.
- Formule 1